# Bulbophyllum amygdalinum
Bulbophyllum amygdalinum é uma espécie de orquídea (família Orchidaceae) pertencente ao gênero Bulbophyllum. Foi descrita por Aver em 1988.